# سناء جافيد
سناء جافيد (بالأردية: ثنا جاوید؛ مواليد 25 مارس 1993) هي ممثلة وممثلة تلفزيونية باكستانية.
لعبت سناء دور سنام علي خان إلى جانب فيروز خان في مسلسل خاني، لعبت سناء دور أحد الناجين من الاغتصاب في مسلسل رسواي عام 2019، وقد نالت إعجاب النقاد.  تعتبر سناء انه «أفضل عمل لها حتى الآن». كما ظهرت لأول مرة في فيلم الكوميديا الاجتماعي Mehrunisa V Lub U في عام 2017.

## النشأة
ولدت سناء في 25 مارس 1993 في جدة، تخرجت من جامعة كراتشي في باكستان.

## المهنة
بدأت سناء مهنتها كعارضة ازياء وظهرت في الإعلانات التليفزيونية، وبدأت في التمثيل بدور مساند في مسلسل Mera Pehla Pyar لعام 2012 وقدمت ظهور صغير في Shehr-e-Zaat في نفس العام، برزت بدورها في الدراما الرومانسية Zara Yaad Kar في عام 2016 مع الممثل زاهد أحمد، ظهرت لأول مرة في فيلم مع الفيلم الكوميدي الاجتماعي Mehrunisa V Lub U في عام 2017. في نفس العام كانت قد وقعت للدور القيادي في الدراما الرومانسية Rangreza إلى جانب بلال أشرف ولكن انسحبت لأحقا من الدور بسبب بعض الأسباب. في وقت لاحق، حصلت على تقدير وشهرة واسعة عامة من خلال دور «سنام علي خان» في الدراما الرومانسية خاني (Khaani) في عام 2017. حصلت على اشادة من النقاد لدورها «سميرة» الناجية من الاغتصاب في مسلسل رسواي (Ruswai) وفائزة بجائزة الشاشة الدولية الباكستانية لأفضل ممثلة تلفزيونية (اختيار النقاد). في عام 2020، ظهرت سناء في برنامج جيتو باكستان في حلقة خاصة لشهر رمضان.

## فيلموغرافي

### التلفزيون
(Shehr-e-Zaat (2012
(Mera Pehla Pyar (2012 - 2013
(Pyarey Afzal (2013 - 2014
(Ranjish Hi Sahi (2013 - 2014
(Meenu Ka Susral (2013
(Meri Dulari (2013
(Goya (2014
(Chingari (2014
(Dil Ka Kia Rung Karun (2015
(Shareek-e-Hayat (2015
(Koi Deepak ho (2015
(Paiwind (2015
(Maana Ka Gharana (2015 - 2016
(Aitraaz (2015
(Zara Yaad Kar (2016
(Intezaar (2016
(Khaani (2017 - 2018
(Dino Ki Dulhaniya (2018
(Romeo Weds Heer (2018 - 2019
(Darr Khuda Say (2019
(Ruswai (2019

### أفلام
(Mehrunisa V Lub U (2017

### فيديوهات موسيقى
(Khair Mangda (2015
(Qubool Hai (2017
(Tere Bina (2017
(Humein Pyaar Hai Pakistan Se (2018

## الجوائز
| السنة | العمل | الجائزة                                 | الفئة                                | النتيجة |
| ----- | ----- | --------------------------------------- | ------------------------------------ | ------- |
| 2020  | رسواي | جوائز الشاشة الدولية الباكستانية الأولى | أفضل ممثلة تلفزيونية (اختيار النقاد) | فوز     |

## روابطة خارجية
- سناء جافيد في قاعدة بيانات الأفلام على الإنترنت
- سناء جافيد على إنستغرام

## روابط خارجية
- سناء جافيد على موقع IMDb (الإنجليزية)